# Antonín Koniáš

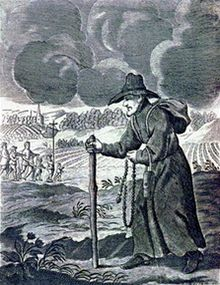
Antonín Koniáš

Antonín Koniáš SJ, (* 13. Februar 1691 in Prag, Königreich Böhmen; † 27. Oktober 1760 ebenda) war ein tschechischer Jesuit, Missionar und religiöser Schriftsteller. Er ist berüchtigt wegen seiner rücksichtslosen Beschlagnahme und Verbrennung von nichtkatholischen Büchern.

## Leben
Koniáš war der Sohn eines Druckers. Er wurde in der Prager Jesuitenkirche St. Clemens und auf dem Jesuitenkolleg Clementinum ausgebildet. 1708 trat er dem Jesuitenorden bei. Nach Beendigung des Theologiestudiums trat er als Missionar in Ost-, West- und Südböhmen auf. 
Sein ganzes Leben arbeitete er für die römisch-katholische Kirche an der Gegenreformation in Böhmen. Sein Kampf gegen die Protestanten führte nach genau geführten Verzeichnissen zur Verbrennung von etwa dreißigtausend Büchern. Er verfasste in Königgrätz erstmals 1729 seine Indexschrift Clavis haeresim claudens et aperiens, in der von ihm ausgewählte ketzerische Werke aufgezählt wurden. Im Jahre 1749 erfolgte eine weitere Ausgabe. Nach seiner Empfehlung sollte jeder „anständige“ Katholik die eigene private Büchersammlung seinem Beichtvater zur Prüfung auf ungeeignete Inhalte verfügbar halten. Die Titel vieler Bücher sind heute nur noch aus dieser Liste bekannt. Koniáš wird daher auch, leicht scherzhaft, als Begründer der tschechischen Bibliografie bezeichnet.

## Person
Antonín Koniáš hielt fünfmal täglich in Deutsch und Tschechisch glühende Predigten, die bei der Bevölkerung gut ankamen. Er steigerte sich teilweise derart, dass er ohnmächtig aus der Kirche getragen werden musste. Er soll die Höllenqualen derart bildlich geschildert haben, dass viele Gläubige reumütig zum katholischen Glauben zurückkehrten, andere wiederum wurden nach dessen Predigten verrückt.
Er lebte bescheiden, trank keinen Alkohol, aß kein Obst und während andere schliefen, las er oder löschte in Büchern „sündige Passagen“. Er sammelte sogenannte sündige Bücher, wobei der Geber häufig als Ersatz kostenlos oder für einen kleinen Obolus ein sündenfreies Buch erhielt. Bei einigen Büchern schwärzte er die anstößigen Seiten oder riss einfach Blätter heraus, viele wurden verbrannt.
Koniáš war auch als religiöser Schriftsteller tätig und schrieb Texte, die den Katholizismus propagierten. Das Buch Cytara Nového Zákona sollte die evangelischen Gesangbücher ersetzen.

## Werke
- Cytara Nowého Zákona (1727, 1729, 1746, 1752, 1762, 1779–1796, 1808)
- Clavis haeresim claudens et aperiens – Klíč kacířské bludy k rozeznávání otvírající, k vykořenění zamykající (Königgrätz, 1729)
- Jediná choť Beránkova (1729)
- Lob-Klingende Harffe Deß Neuen Testaments (Königgrätz, 1730)
- Pravá moudrost (1753)
- Zlatá neomylná římsko-katolické pravdy dennice (1754)
- Vejtažní naučení